# Nudelman-Rihter NR-30
Nudelman-Rihter NR-30 je sovjetski zrakoplovni automatski top koji je imao široku primjenu u vojnim zrakoplovima Sovjetskog Saveza i zemalja Varšavskog pakta. Automatski top su dizajnirali A.E. Nudelman i A.A. Rihter dok je ušao u službu 1954. godine.
NR-30 je jednocijevni top kalibra 30 mm te je proširena verzija 23 mm modela NR-23 predstavljenog 1949. Ispaljuje granate koje su dva puta teže od onih za NR-23. Prije ovog topa, Sovjetski Savez je na svojim lovcima kao standardno naoružanje koristio jedan top kalibra 37 mm te po dva kalibra 23 mm. Tako je MiG-15 obično imao po 80 granata za svaki 23 mm top (NR-23) te njih 40 za 37 mm top (N-37).
30 mm top je dizajniran iz potrebe da se stvori top koji kombinira razornu snagu i moć 37 mm modela te brzinu paljbe koja je karakteristična za 23 mm top.
NR-30 postiže brzinu od 800 metara u sek., brzina paljbe iznosi 900 granata u minuti a težina projektila je 400 grama. Kapacitet streljiva je ovisio o položaju topa. Tako je top kod MiG-19 smješten u korijene krila imao kapacitet 75 granata a onaj na trupu zrakoplova 55 granata. Postojalo je više vrsta streljiva namijenjenog topu, ne manje od 20. Najčešće se koristilo protuoklopno i HE streljivo. Postojalo je i neobično streljivo Chaff koje je trebalo služiti kao radarski mamac. Nije poznato da li je to streljivo našlo svoju praktičnu primjenu.
Na temelju dizajna bilo je jasno da je NR-30 namijenjen ispaljivanju teških projektila kao francuski top DEFA. Oba topa imaju sličnu brzinu ali sovjetski model ima slabiju brzinu paljbe te manji kapacitet streljiva (120 - 140 granata po topu kod DEFA-e).
Top je iznimno lagan te je od njega laganiji jedino GŠ-301 u odnosu na sve 30 mm topove. Uglavnom ga je koristio MiG-19 koji je prije njega kao naoružanje imao topove kalibra 23 i 37 mm. NR-30 je svoju primjenu našao i kod prvih inačica MiG-21 te Suhoja Su-7 i Su-17. Kinesko ratno zrakoplovstvo je topove koristilo na vlasititm zrakoplovima Shenyang J-6 (kineska kopija MiG-19) dok ih je proizvodio Norinco pod nazivom Type-30. Kineski model se ugrađivao u nos aviona te ima malo drugačije karakteristike ali je u osnovi isto oružje.
NR-30 je prikladniji za zrak-zemlja borbu u odnosu na DEFA-u koja je primjerenija zrak-zrak borbi. To oružje kombinira razornu snagu i prihvatljivu preciznost. Također, postoji i inačica topa koja je namijenjena korištenju u svemiru te je uspješno testirana u vojnoj svemirskoj postaji Almaz.

## Inačice
- NR-30
- Type 30 (kineska licencna kopija)

## Platforme
Zrakoplovni top NR-30 su koristili sljedeći zrakoplovi:
- MiG-19
- MiG-21 (prvotne inačice)
- Suhoj Su-7
- Suhoj Su-17
- Suhoj Su-22
- Shenyang J-6

## Vanjske poveznice
- Christian Koll: "Soviet Cannon - A Comprehensive Study of Soviet Arms and Ammunition in Calibres 12.7mm to 57mm", 2009., Austria: Koll, 251. str., ISBN 978-3-200-01445-9.